# Missões diplomáticas de São Vicente e Granadinas

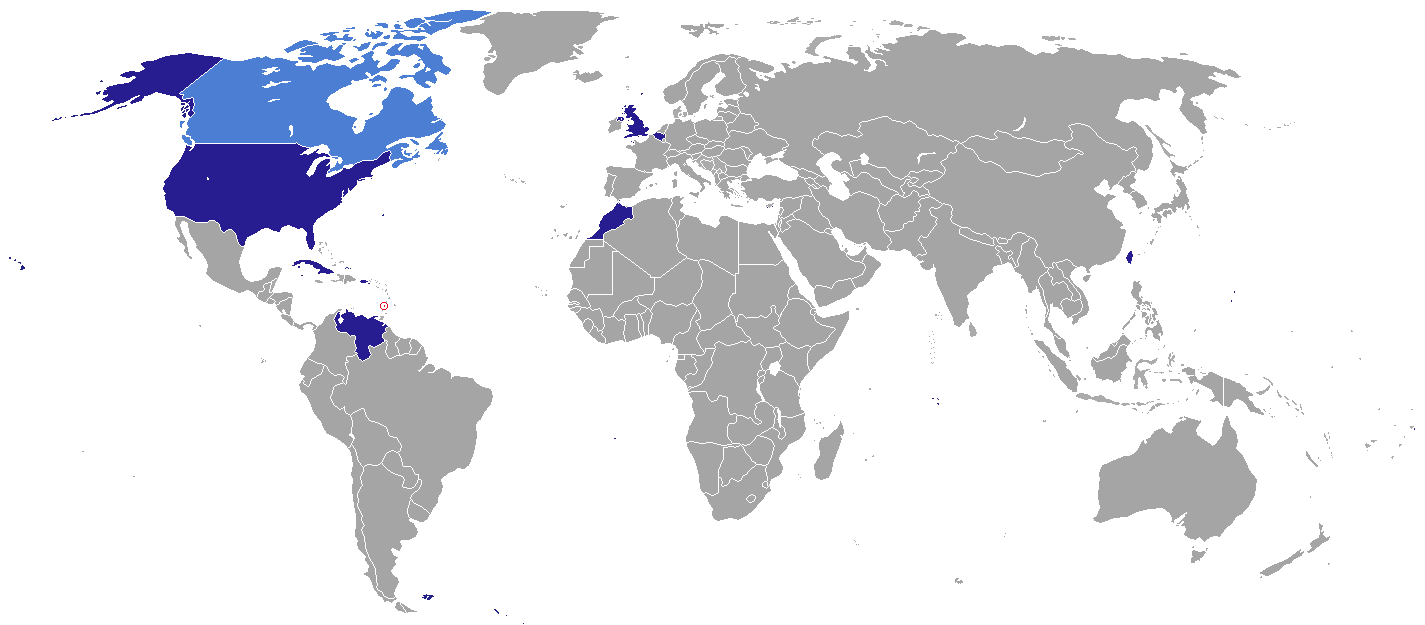
Missões diplomáticas de São Vicente e Granadinas

Abaixo estão listadas as embaixadas e consulados de São Vicente e Granadinas:

## América

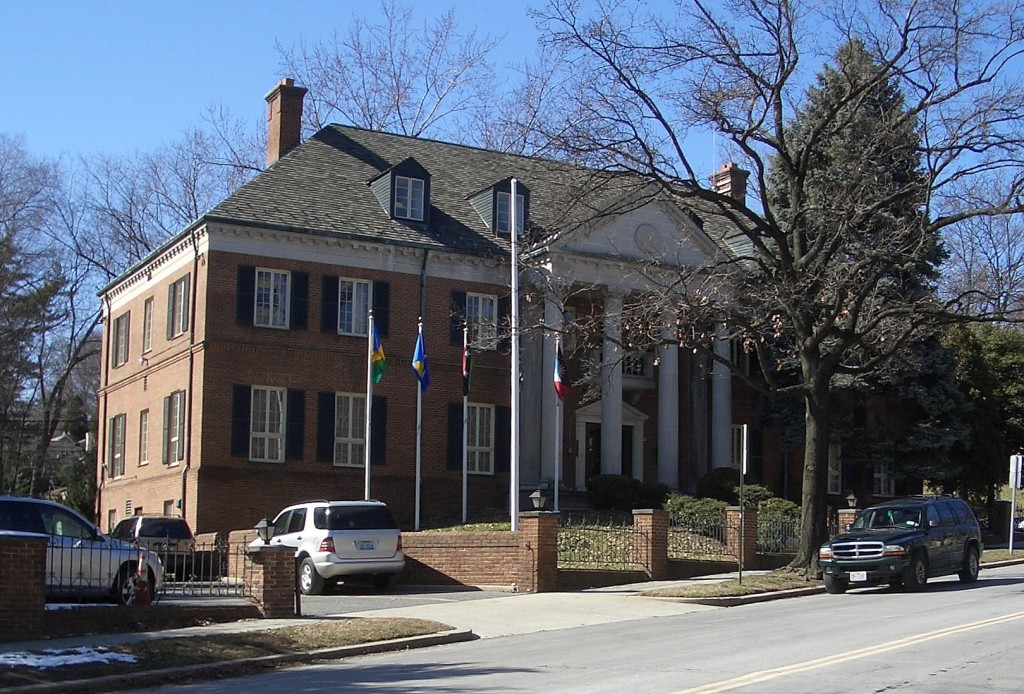
Embaixada de de São Vicente e Granadinas em Washington, DC

- Brasil
  - Brasília (Embaixada)[1]
- Canadá
  - Toronto (Consulate-General)
- Cuba
  - Havana (Embaixada)
- Estados Unidos
  - Washington, DC (Embaixada)
  - Nova Iorque (Consulado-Geral)
- Venezuela
  - Caracas (Embaixada)

## Europa
- Bélgica
  - Bruxelas (Embaixada)
- Reino Unido
  - Londres (Alta comissão)

## Organizações multilaterais
- Nova Iorque (Missão permanente de São Vicente e Granadinas ante as Nações Unidas)
- Washington, DC (Missão permanente de São Vicente e Granadinas ante a Organização dos Estados Americanos)